# Cinque Nazioni 1990
Il Cinque Nazioni 1990 (in inglese 1990 Five Nations Championship, in francese Tournoi des Cinq Nations 1990, in gallese Pencampwriaeth y Pum Gwlad 1990) fu la 61ª edizione del torneo annuale di rugby a 15 tra le squadre nazionali di Francia, Galles, Inghilterra, Irlanda e Scozia, nonché la 96ª in assoluto considerando anche le edizioni dell'Home Nation Championship.
Il torneo fu tra i più spettacolari degli ultimi anni, perché per la terza volta in pochi anni metteva di fronte, all'ultima giornata, le due squadre a punteggio pieno; nella fattispecie, trattandosi di Inghilterra e Scozia, oltre al Grande Slam erano in palio anche la Calcutta Cup e la Triple Crown.
Ad aggiudicarsi la partita e il trofeo fu la Scozia, al suo terzo Slam, al 2022 il più recente, e alla ventunesima vittoria complessiva.
Completamente opposta, altresì, la situazione di Galles e Irlanda che si presentavano all'ultima giornata a zero vittorie; fu la prima a vincere, con il punteggio di 14-8, e costringere i Dragoni gallesi al loro primo whitewash di sempre nella storia del torneo.
Il valore delle marcature, come stabilito dall’IRFB nel 1977, era: 4 punti per ciascuna meta (6 se trasformata), 3 punti per la realizzazione di ciascun calcio piazzato, idem per il drop.

## Nazionali partecipanti e sedi
| Squadra     | Città     | Impianto interno   |
| ----------- | --------- | ------------------ |
| Francia     | Parigi    | Parco dei Principi |
| Galles      | Cardiff   | National Stadium   |
| Inghilterra | Londra    | Twickenham         |
| Irlanda     | Dublino   | Lansdowne Road     |
| Scozia      | Edimburgo | Murrayfield        |

## Risultati

### 1ª giornata
| Arbitro: | Fred Howard |

|              |      |                                                 |
| Titley       | mt   | Lafond D. Camberabero Lagisquet Rodriguez Sella |
|              | tr   | D. Camberabero (4)                              |
| Thorburn (4) | c.p. | D. Camberabero                                  |
| D. Evans     | drop |                                                 |

| Arbitro: | Patrick Robin |

|                                     |      |  |
| Egerton Guscott Probyn R. Underwood | mt   |  |
| Hodgkinson (2)                      | tr   |  |
| Hodgkinson                          | c.p. |  |

### 2ª giornata
| Arbitro: | Owen Doyle |

|           |      |                              |
| Lagisquet | mt   | Carling Guscott R. Underwood |
|           | tr   | Hodgkinson                   |
| Charvet   | c.p. | Hodgkinson (4)               |

| Arbitro: | Clive Norling |

|               |      |          |
| J. Fitzgerald | mt   | D. White |
|               | tr   | Chalmers |
| M. Kiernan    | c.p. | Chalmers |

### 3ª giornata
| Arbitro: | David Leslie |

|                                    |      |           |
| Carling R.J. Hill R. Underwood (2) | mt   | P. Davies |
| Hodgkinson (3)                     | tr   |           |
| Hodgkinson (4)                     | c.p. | Thorburn  |

| Arbitro: | Fred Howard |

|                          |      |  |
| Calder Tukalo            | mt   |  |
| Chalmers (2)             | tr   |  |
| Chalmers (2) G. Hastings | c.p. |  |

### 4ª giornata
| Arbitro: | Ken McCartney |

|                      |      |                |
| Lagisquet Mesnel (2) | mt   |                |
| D. Camberabero (2)   | tr   |                |
| D. Camberabero (5)   | c.p. | M. Kiernan (4) |

| Arbitro: | René Hourquet |

|          |      |              |
| Emyr     | mt   | D. Cronin    |
| Thorburn | tr   |              |
| Thorburn | c.p. | Chalmers (3) |

### 5ª giornata
| Arbitro: | David Bishop |

|              |      |            |
| Stanger      | mt   | Guscott    |
| Chalmers (3) | c.p. | Hodgkinson |

| Arbitro: | David Bishop |

|                             |    |                  |
| Kingston D. McBride B.Smith | mt | S.Ford Llewellyn |
| M. Kiernan                  | tr |                  |

## Classifica
| Pos | Squadra     | G | V | N | P | PF | PS | DP  | Pt |
| --- | ----------- | - | - | - | - | -- | -- | --- | -- |
| 1   | Scozia      | 4 | 4 | 0 | 0 | 60 | 26 | +34 | 8  |
| 2   | Inghilterra | 4 | 3 | 0 | 1 | 90 | 26 | +64 | 6  |
| 3   | Francia     | 4 | 2 | 0 | 2 | 67 | 78 | −11 | 4  |
| 4   | Irlanda     | 4 | 1 | 0 | 3 | 36 | 75 | −39 | 2  |
| 5   | Galles      | 4 | 0 | 0 | 4 | 42 | 90 | −48 | 0  |